# Мегердичев, Антон Евгеньевич
Анто́н Евге́ньевич Мегерди́чев (род. 22 июля 1969, Москва, СССР) — российский режиссёр и сценарист. Лауреат премии «ТЭФИ» (2000) за документальный проект «Живой Пушкин» (совместно с Леонидом Парфёновым).

## Биография
Антон Мегердичев родился 22 июля 1969 года в Москве. В 1993 году окончил факультет автоматики и телемеханики Московского института инженеров железнодорожного транспорта (МИИТ).
Работал режиссёром телепрограммы Леонида Парфёнова «Портрет на фоне», впоследствии в течение 12 лет (с 1993 по 2005 год) сотрудничал с ним в качестве режиссёра и режиссёра монтажа его документальных проектов.
Помимо телефильмов режиссировал рекламные ролики и телешоу, принимал участие в работе над межпрограммным пространством телеканала НТВ. Режиссёр документальных фильмов «Убить Кеннеди» (2003), «По следам всадника по имени Смерть» (2004).
В 2000 году получил премию «ТЭФИ» в номинации «Специальный приз Академии Российского телевидения» за совместный документальный проект «Живой Пушкин»; в 2004 году — финалист конкурса «ТЭФИ» как режиссёр телевизионного документального фильма «Убить Кеннеди». Режиссёр фильма «Движение вверх» (2017), ставшего самым кассовым российским фильмом в истории, перешедшим рубеж в 3 миллиарда рублей по кассовым сборам в кинопрокате России и стран СНГ.

## Семья
- Жена — актриса Елена Панова[7].
  - Дети — дочь Марианна (род. 20 февраля 2012 года), дочь Лидия (род. 15 марта 2016 года)[8].
- Дети от первого брака — дочь Мария (род. 11 августа 2003 года), дочь Александра (род. 4 мая 2010 года).

## Фильмография
- 2000—2003 — Российская империя. Проект Леонида Парфёнова
- 2007 — Бой с тенью 2: Реванш
- 2010 — Тёмный мир
- 2013 — Метро
- 2013 — Ёлки 3
- 2017 — Движение вверх
- 2022 — Сердце пармы
- 2022 — Бывшие. Happy End
- 2025 — Плагиатор